# Dieter Imboden

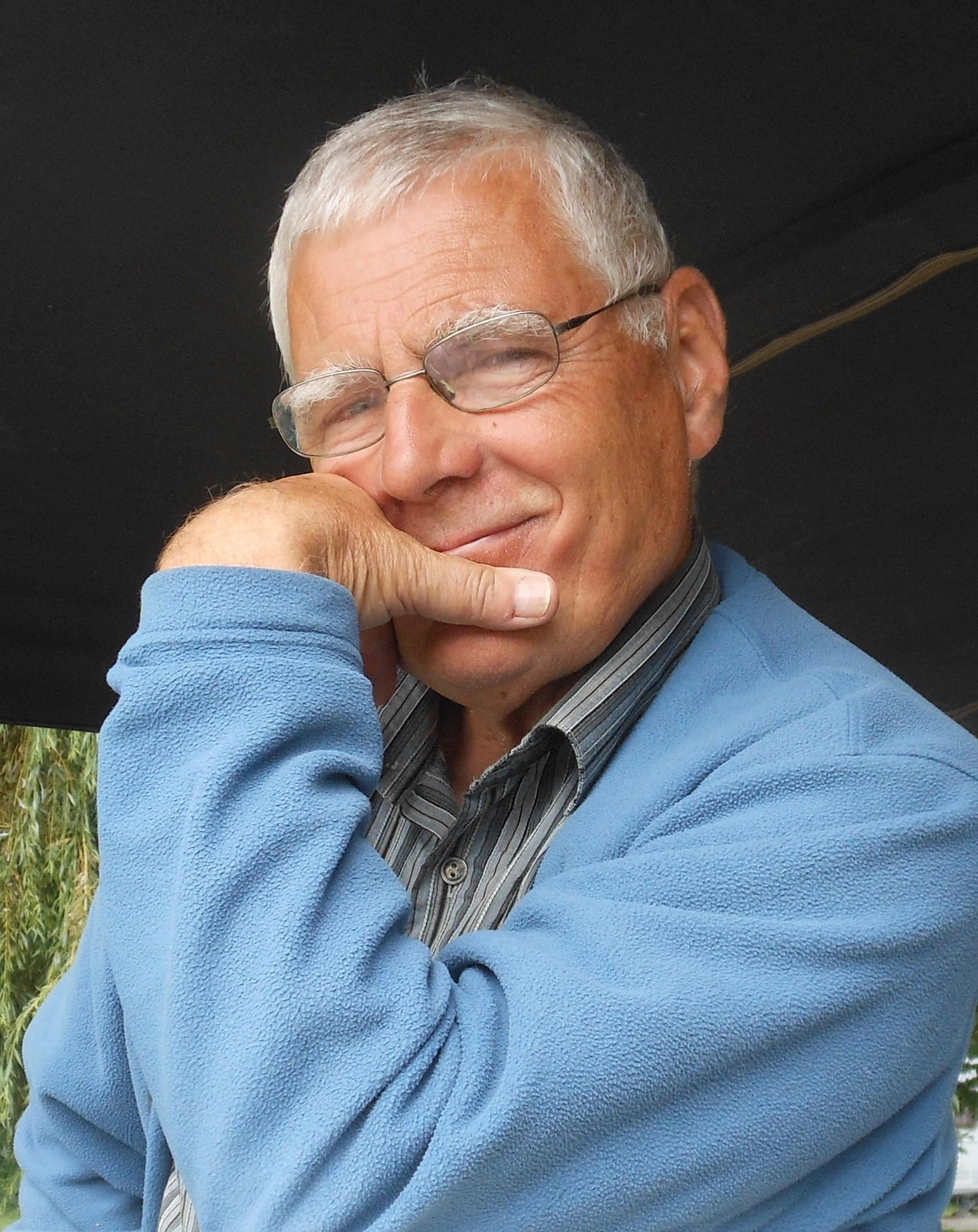
Dieter Imboden, 2020

Dieter M. Imboden (* 22. August 1943 in Zürich) ist ein Schweizer Umweltphysiker und Wissenschaftsmanager. Er war von 2005 bis Ende 2012 Präsident des Schweizerischen Nationalfonds (SNF).

## Leben
Imboden studierte theoretische Physik in Berlin und Basel, wo er 1971 mit einer Arbeit aus der theoretische Festkörperphysik promovierte. Seit 1974 war er Mitarbeiter der EAWAG (Eidgenössische Anstalt für Wasserversorgung, Abwasserreinigung und Gewässerschutz), 1982 habilitierte er sich an der ETH Zürich mit einer Arbeit über die Modellierung von Umweltprozessen. Seit 1988 war er ordentlicher Professor für Umweltphysik am Department für Umweltwissenschaften der ETH Zürich, 2012 wurde er emeritiert. Zeitweise forschte er auch an der Scripps Institution of Oceanography in Kalifornien, war Gastprofessor an der University of Washington in Seattle, am MIT und am Caltech. Das Forschungsgebiet von Imboden war lange Zeit die Chemie und Physik von Seen und Gewässern, vor allem der grossen Seen wie dem Baikalsee und dem kaspischen Meer.
Seit 2005 war er Präsident des Schweizerischen Nationalfonds. Zwischen 1992 und 1996 leitete Imboden das Departement für Umweltwissenschaften an der ETH. Von 2009 bis zur Fusion im Jahr 2011 war Imboden der Leiter der EUROHORCS, der European Heads of Research Councils, eines informellen Verbandes von Leitern von europäischen Wissenschaftsorganisationen. Von Januar 2013 bis Dezember 2015 war er Aufsichtsratschef des österreichischen Fonds zur Förderung der wissenschaftlichen Forschung (FWF).
Von September 2014 bis Januar 2016 leitete Imboden im Auftrag der deutschen Gemeinsamen Wissenschaftskonferenz (GWK) die „Internationale Expertenkommission zur Evaluation der Exzellenzinitiative“ (IEKE). Die Kommission wird teilweise auch Imboden-Kommission genannt. Weitere Mitglieder der Kommission waren: Elke Lütjen-Drecoll (stellvertretende Vorsitzende), Swantje Bargmann, Marie-Louise Bech Nosch, Gerhard Casper, Simon Gächter, Christoph Kratky, Klara Nahrstedt, Felicitas Pauss und Daniel Scheidegger. Alle Mitglieder der Kommission sind Wissenschaftler. Die Kommission hat ihren Abschlussbericht Ende Januar 2016 veröffentlicht.
Seit 2021 ist Imboden Vorsitzender der Jury für den mit 500.000 Euro dotierten Wissenschaftspreis Einstein Foundation Award der Berliner Einstein-Stiftung.
Daneben schreibt er über wissenschaftliche Themen im Journal21 und berichtet über seine Wanderungen.

## Veröffentlichungen (Auswahl)
- (mit René Schwarzenbach und Phil Gschwend): Environmental Organic Chemistry. 1994; erweiterte Neuauflage 2003 und 2017 (erhielt den “Chemistry Book of the Year Award” of the Association of American Publishers in 1994).
- (mit Stefan Pfenninger): Introduction to systems analysis: mathematically modeling natural systems. Springer, Berlin-Heidelberg 2013, ISBN 978-3-642-30638-9.
- (mit Sabine Koch): Systemanalyse: Einführung in die mathematische Modellierung natürlicher Systeme. Springer, Berlin 2003, ISBN 3-540-43935-8.
- Zugefallen. Ein Leben zwischen Menschen, Wissenschaft und Umwelt. Zytglogge, Basel 2020, ISBN 978-3-7296-5038-1 (Autobiographie).